# 青島 (岡山県)
青島（あおしま）は、瀬戸内海（岡山県瀬戸内市牛窓沖）の無人島。牛窓(うしまど)諸島の一島である。前島の南東方に位置する。

## 概要
東西1km、南北110m、周囲2.2kmの流紋岩からなる島。島全体が瀬戸内海国立公園に含まれている。島名は、島を覆う笹の色に由来している。明治期には開墾事業が行われたが、水の便の悪さから無人島のままとなった。その後も井戸水が湧かない、砂浜がないといった理由から上陸する者は少なかったが、1962年（昭和37年）に牛窓町から関西学院へ売却されキャンプ場となった。現在は桟橋・キャビン・トイレ・シャワー等の設備が整えられており、関西学院中学部および系列校の啓明学院中学校が毎年夏季キャンプを実施している。定住者はなく、キャンプ時以外は無人である。定期航路もない。また、狸が生息している。
武藤誠・関西学院大学名誉教授により島内から弥生土器片、磨製石斧、ナイフ形石器、石核石器が採集されており、縄文海進以前には人間が生活できる環境であったと考えられている。

## 歴史
- 1959年（昭和34年）11月19日 : 岡義太郎（牛窓在住の造船所経営者）の仲介により、関西学院中学部の矢内正一部長、津田高行教諭、内藤好春教諭による現地調査が行われる[5]。
- 1960年（昭和35年）8月2日 - 5日 : 関西学院中学部宗教部が試験的にキャンプを実施する[6]。
- 1961年（昭和36年）7月25日 - 8月4日 : 関西学院中学部が一般生徒の希望者を対象に「第1回青島三日月キャンプ」を実施する[7]。
- 1962年（昭和37年）9月17日 : 牛窓町議会において、青島の関西学院への売却が可決される。売却金額は410万円[8]。
- 1962年（昭和37年）12月25日 : 「関西学院青島臨海教場」として、関西学院の所有地となる[9]。
- 1965年（昭和40年）7月24日 : 矢内記念コテージ竣工[10]。
- 1966年（昭和41年）7月10日 - 19日 : 関西学院中学部が2年生全員を対象としたキャンプを開始する[10]。
- 1990年（平成2年） : 青島チャペル（小林宏記念チャペル）竣工。
- 1991年（平成3年）7月 : 青島ナース棟（津田高行記念コテージ）竣工。
- 2002年（平成14年） : 風力発電の設備が導入される。
- 2009年（平成21年）7月 : リーダーズキャビン竣工。